# Édouard Harlé
Pour les articles homonymes, voir Harlé.
Édouard Harlé, né le 13 mai 1850 à Toulouse et mort le 28 juillet 1922 à Bordeaux, est un ingénieur, paléontologue et préhistorien français. Ingénieur en chef des ponts et chaussées et directeur de la Compagnie des chemins de fer du Midi, il consacra ses loisirs et sa retraite à ses recherches en paléontologie et préhistoire.

## Famille
Édouard Harlé est l’arrière-petit-fils de Charles-Guillaume Gamot et d’Edme-Jacques Genet. Fils de Casimir Édouard Harlé, ingénieur des ponts et chaussées, il épouse Jeanne Amélie Glotin, fille du lieutenant de vaisseau Pierre-Joseph Glotin (1828-1884) et de Suzanne Legrand, héritière par sa mère, Laure Roger, de la maison Marie Brizard, et sœur d'Édouard et Paul Glotin.

## Ingénieur des ponts et chaussées
Entré à l'école Polytechnique en 1869, puis diplômé de l'École nationale des ponts et chaussées, il construit un grand nombre de ponts dans le Midi de la France, dont celui de la Basilique Notre-Dame-du-Rosaire de Lourdes.
Il est secrétaire scientifique de la Commission de l'Observatoire de 1875 à 1877.
De 1878 à 1881, il construit l'Observatoire du Pic du Midi.
Il réside à Toulouse de 1890 à 1900.
Ingénieur en chef des ponts et chaussées en 1897, il devient directeur de la Compagnie des chemins de fer du Midi.

## Paléontologie et préhistoire
En 1881, Édouard Harlé, chargé de mener une inspection par Émile Cartailhac, étudie les peintures pariétales de la grotte d'Altamira nouvellement découverte, en Espagne. Dans son rapport, il se conforme à l'idée dominante de l'époque en remettant en cause l'authenticité des peintures.
Vers 1900, Édouard Harlé s'installe à Bordeaux. À sa retraite, il se consacre entièrement à ses recherches en paléontologie et préhistoire.
Édouard Harlé étudia notamment les faunes quaternaires de la péninsule Ibérique et du Sud-Ouest de la France.

## Sociétés savantes
Édouard Harlé fut président de la Société d'histoire naturelle de Toulouse en 1895, membre et archiviste de l'Académie nationale des sciences, belles-lettres et arts de Bordeaux, membre de la Société préhistorique française, membre correspondant de l'Académie royale d'histoire (Real Academia de Historia) de Madrid et membre consultatif du Muséum d'histoire naturelle de Bordeaux.
Ses collections ont été léguées aux Muséum d'histoire naturelle de Bordeaux et au Muséum de Toulouse.

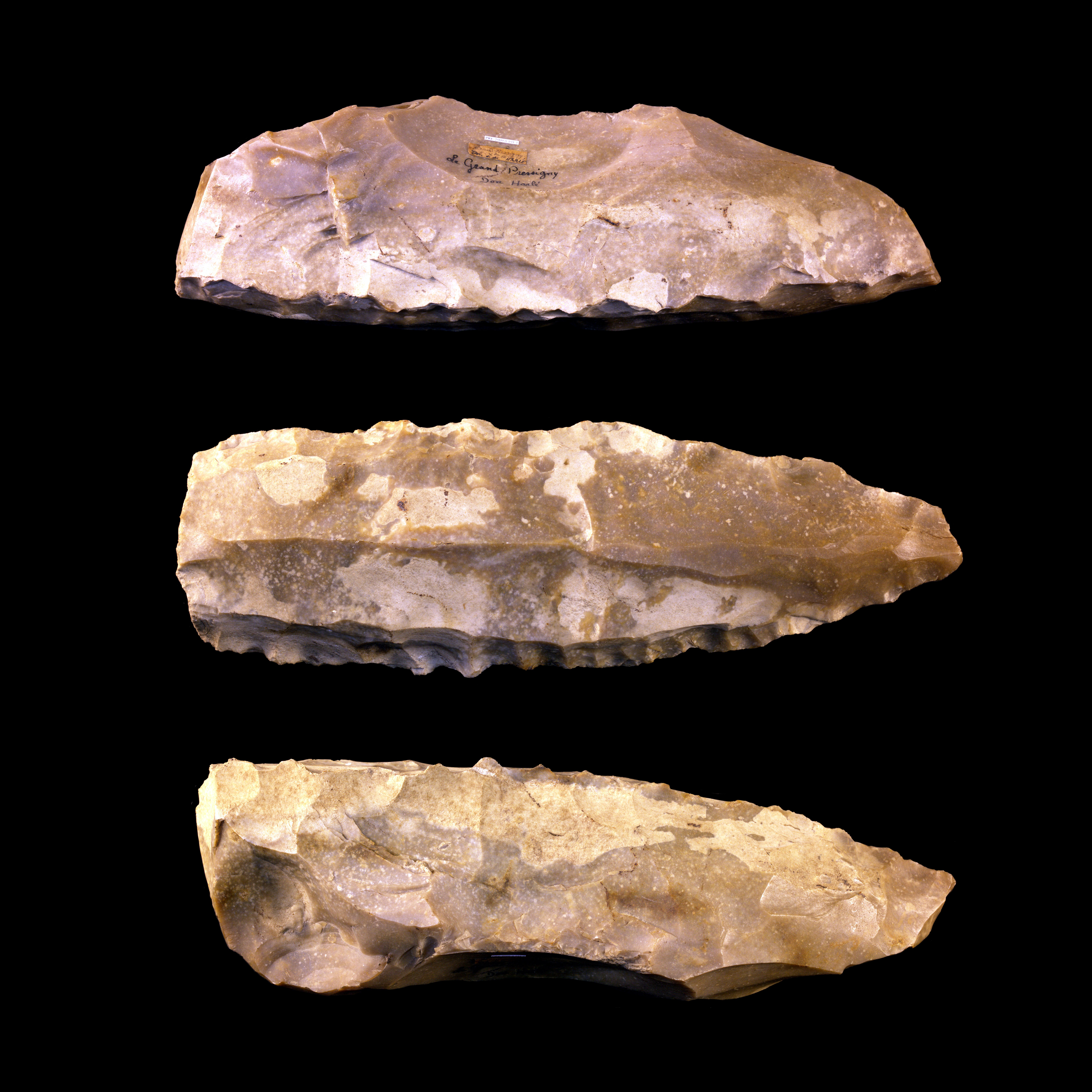
Nucléus Pressignien - Coll. Harlé - Muséum de Toulouse
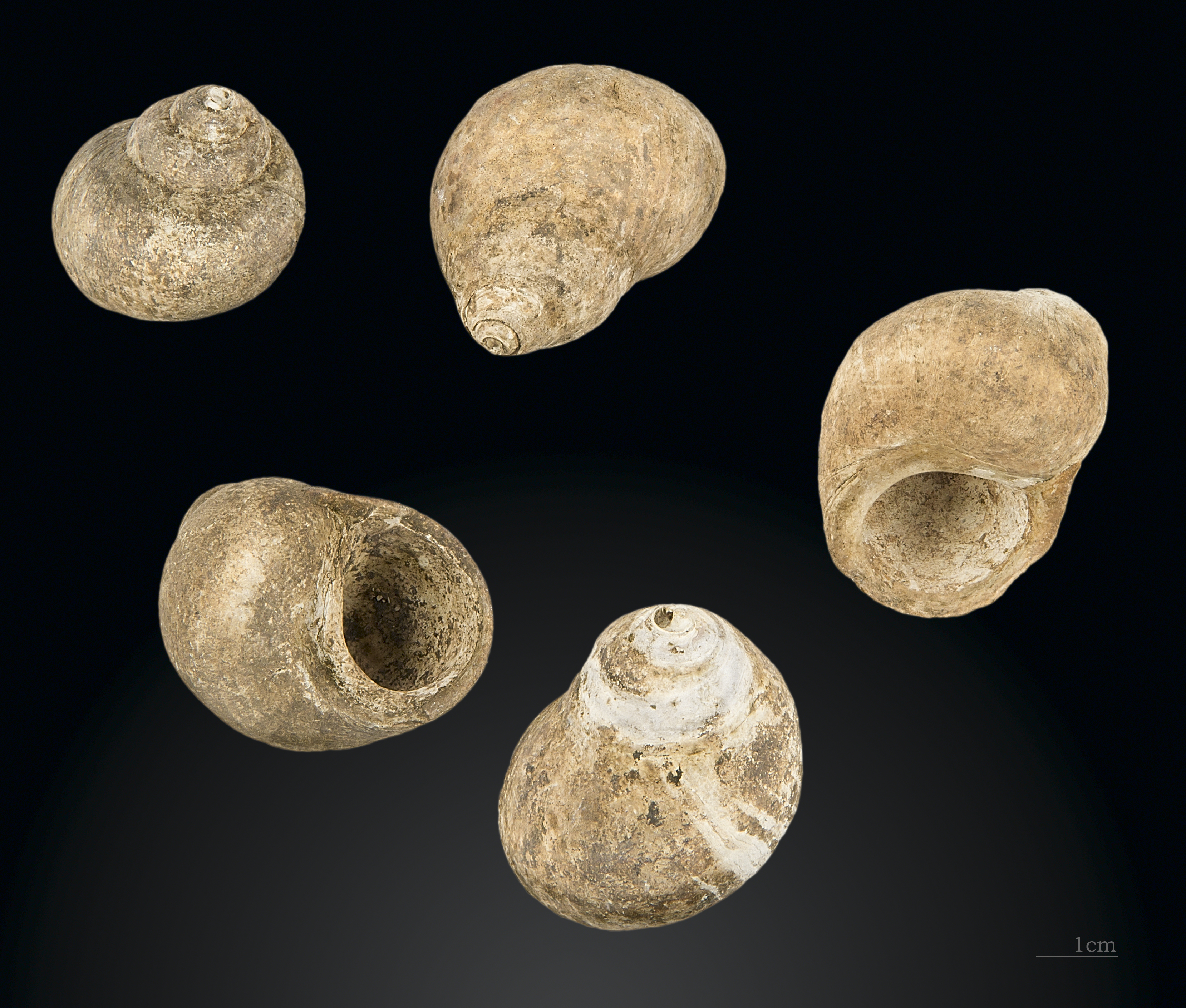
Bigorneaux d'Altamira Fouille de 1881 - Muséum de Toulouse
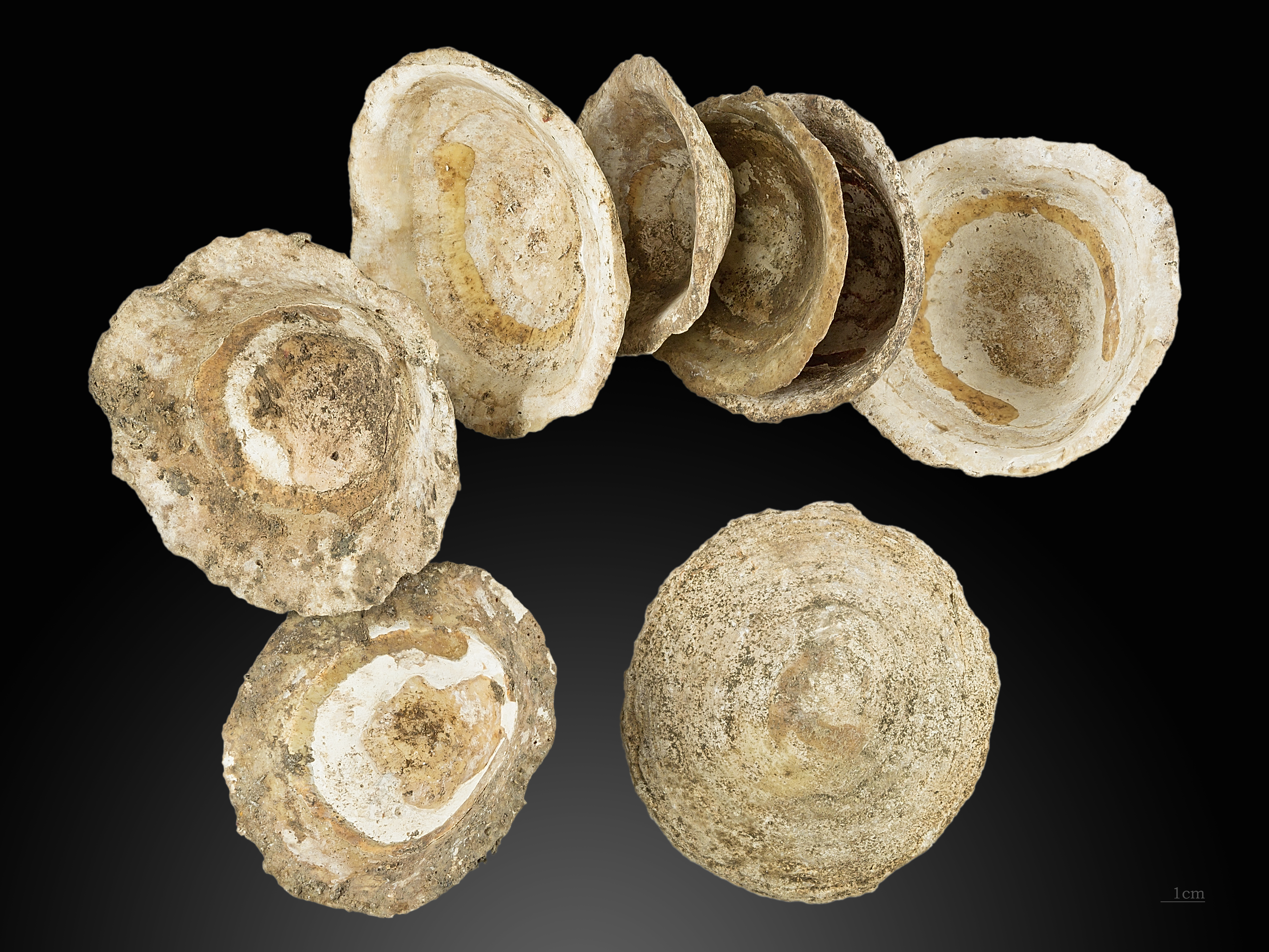
Patelles d'Altamira Fouille de 1881 - Muséum de Toulouse
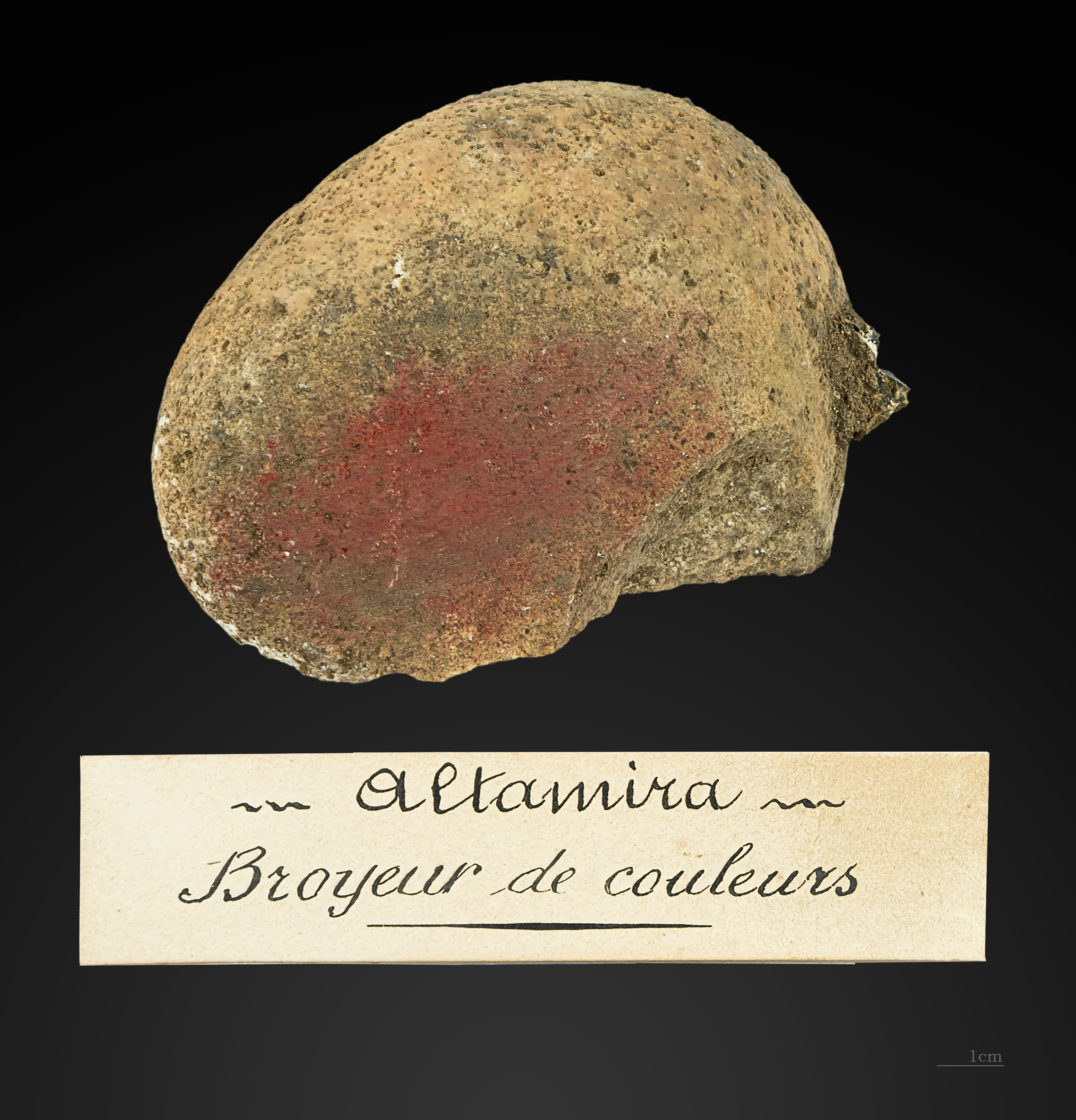
Broyeur de couleur d'Altamira Fouille de 1881 - Muséum de Toulouse
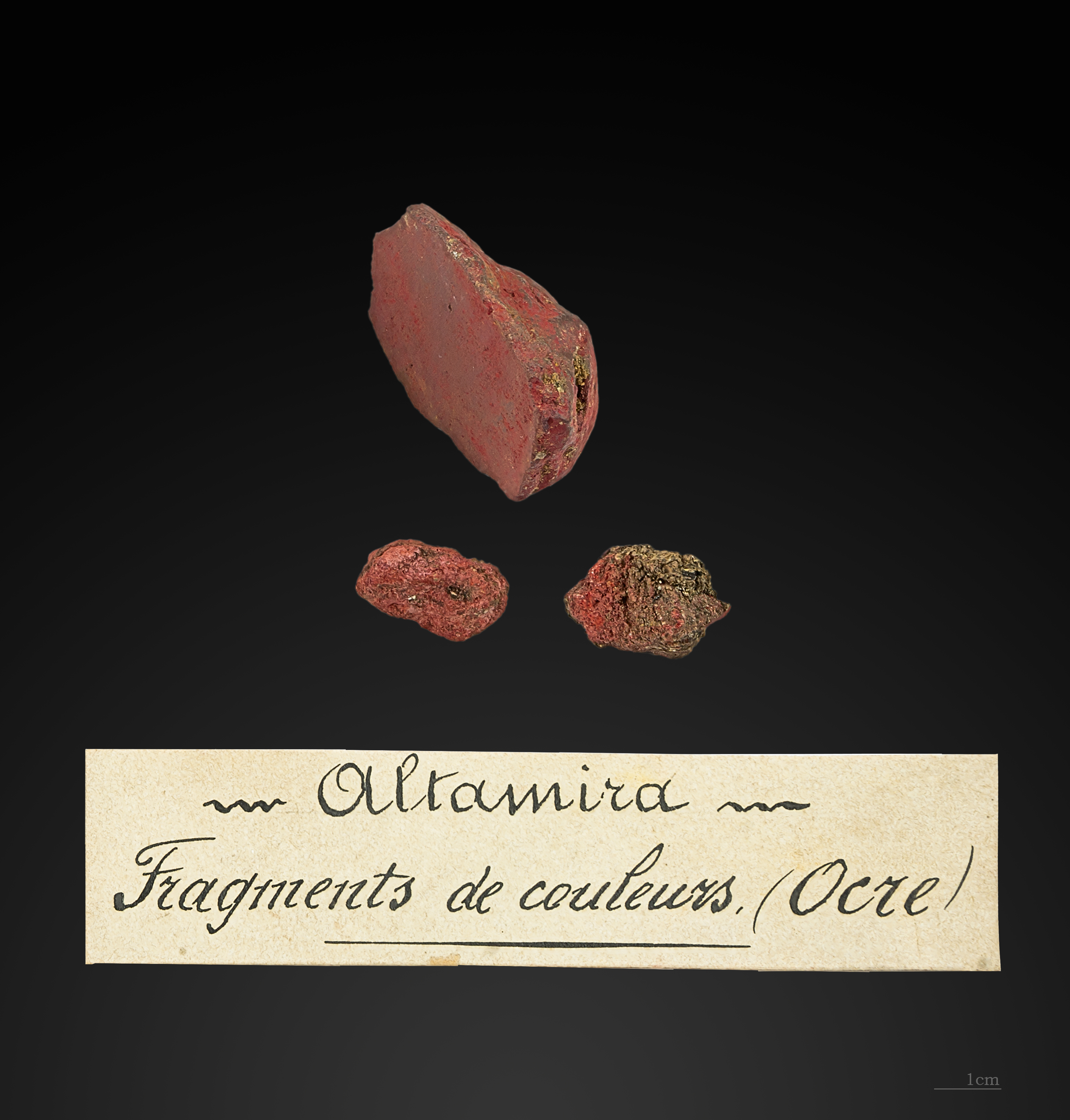
Pigment d'Altamira Fouille de 1881 - Muséum de Toulouse

## Publications
- « Notes prises au cours de chemins de fer 1891-1892 », 1892.
- « Restes d'élan et de lion dans une station préhistorique de transition entre le quaternaire et les temps actuels à Saint-Martory (Haute-Garonne) », 1894.
- « Catalogue de paléontologie quaternaire des collections de Toulouse », 1899.
- « Rochers Creusés par des Colimaçons : A Salies-du-Salat (Haute-Caronne) », 1900.
- « Gisement à Saïga dans le sud-ouest de la France », 1900.
- « Faune quaternaire de Saint-Sébastien (Espagne) », 1908.
- « Faune de la grotte Das Fontainhas », 1908.
- « Faune quaternaire de la province de Santander (Espagne) », 1908.
- « Ossements de renne en Espagne », 1908.
- « Essai d'une liste des mammifères et oiseaux quaternaires connus jusqu'ici dans la péninsule ibérique », 1909.
- « Faune de la grotte à Hyènes rayées de Furninha et d'autres grottes de Portugal », 1909.
- « Une Nouvelle faune de mammifères des phosphorites du Quercy », 1909.
- « Porc-épic quaternaire des environs de Montréjeau (Haute-Garonne) », 1910.
- « La Hyaena intermedia et les ossemens humatiles des cavernes de Lunel-Viel », 1910.
- « Restes d'elephas primigenius ... des Landes », 1910.
- « Les Mammifères et oiseaux quaternaires connus jusqu'ici en Portugal: Mémoire suivi d'une liste générale de ceux de la péninsule ibérique », 1910.
- « Le Vol de grands reptiles et insectes disparus semble indiquer une pression atmosphérique élevée », 1911.
- « Nouvelle découverte de Lemming à Teyjat (Dordogne) », 1911.
- « Dunes parallèles sur la côte de Gascogne », 1912.
- « Nombreux restes de Lemming dans la station préhistorique de l'abri Mège, à Teyjat. (Dordogne) », 1912.
- « Un capridé quaternaire de la Dordogne, voisin du Thar actuel de l'Himalaya », 1914.
- Le premier bateau à vapeur bordelais, Bordeaux, impr. de Gounouilhou, 1914, 8 p. (lire en ligne)
- « Livre de famille : recueil de documents sur ma famille », 1914.
- « Les dunes continentales des Landes de Gascogne », 1916.
- « Mechanics of the Panama canal slides », 1916.
- « Les premiers travaux de construction de l'observatoire du sommet du Pic du Midi », Bulletin de l'Observatoire du Pic du Midi, 1919.
- « Quelques notes sur le Général de Nansouty, créateur de l'Observatoire du Pic du Midi », Bulletin Pyrénéen, n°154, octobre-novembre-décembre 1920.
- Mémoire sur les dunes de Gascogne : avec observations sur la formation des dunes, Paris, Imprimerie nationale, 1920, 145 p. (lire en ligne)
- « Quelques inventions de la Grande Guerre et de la guerre de 1870 », 1921.
- « Le Pic du Midi de Bigorre en décembre 1875 », Bulletin Pyrénéen, n°160, avril-mai-juin 1922.
- « Études sur les landes de Gascogne. I. La soi-disant "Pénéplaine landaise" de Gascogne. II. Ancien lit de l'Adour à son débouché dans la mer, avec observations sur les dunes... ».
- « Signes peints sur des maisons en Espagne ».
- « Une empreinte pédiforme moderne ».
- « Les ressources forestières et les améliorations sylvo-pastorales dans les Hautes-Pyrénées ».

### Préhistoire
- « La grotte d'Altamira près de Santander (Espagne) », 1881
- Un silex préhistorique sur le Pic-du-Midi de Bigorre, Bulletin de la Société préhistorique française, numéro 19-4, p.107-108, 1922, lire en ligne